# Campeonato de España de Ciclismo en Ruta 1959
El LVIII Campeonato de España de Ciclismo en Ruta se disputó en Madrid el 21 de junio de 1959 en formato de contrarreloj.   
El ganador fue Antonio Suárez que se impuso tanto en la prueba de contrarreloj. Federico Martín Bahamontes y Jesús Galdeano completaron el podio. Este era el primer título que ganaría el madrileño de los tres que conseguiría de forma consecutiva. 

## Clasificación final
| Pos. | Ciclista                   | Equipo   | Tiempo    |
| ---- | -------------------------- | -------- | --------- |
| 1.   | Antonio Suárez             | Licor 43 | 2h 25'05" |
| 2.   | Federico Martín Bahamontes | Condor   | a 40"     |
| 3.   | Jesús Galdeano             | Faema    | a 2'44"   |
| 4.   | Miguel Poblet              | Ignis    | a 2'55"   |
| 5.   | Miguel Pacheco             | Faema    | a 3'46"   |
| 6.   | Jesús Loroño               | Faema    | a 4'40"   |
| 7.   | Miguel Bover               | Licor 43 | a 4'58"   |
| 8.   | Salvador Botella           | Faema    | a 6'33"   |
| 9.   | Gabriel Company            | Faema    | a 7'15"   |
| 10.  | Miguel Chacón              | Ignis    | a 7'35"   |